# Ayya Vaikundar
Ayya Vaikundar (en alfabeto tamil: அய்யா வைகுண்டர்), originalmente llamado Mudisudum Perumal, es el profeta e hijo de Dios considerado como tal por el ayyavazhi, religión fundada por él mismo y actualmente discretamente difundida por el sur de la India. Según el Akilam, el principal texto sagrado de la religión ayyavazhi, Ayya fue el avatar de Visnú - llamado Narayana en el escrito - venido para poner fin al Kali Yuga indicando al género humano el camino de la salvación. 